# Bataille de la Bogue
Seconde guerre de l'opium
Batailles
- Bogue
- Bataille des forts de la Rivière des Perles
- Canton (1re)
- Fatshan Creek
- Canton (2e)
- Forts de Taku (1re)
- Forts de Taku (2e)
- Forts de Taku (3e)
- Zhangjiawan
- Palikao

La bataille de la Bogue est un affrontement naval opposant les forces britanniques et chinoises ayant eu lieu dans le détroit du Bocca Tigris (en) en Chine entre le 12 et le 13 novembre 1856 durant la Seconde guerre de l'opium.
Elle se solde par la prise des forts des îles Wangtong par les britanniques le 12 novembre suivis par ceux de l'île Anunghoy le jour suivant.

## Bataille
Le 12 novembre, l'escadre britannique attaque les deux forts de l'île Wangtong, gardé chacun par une garnison de 500 hommes lourdement armés. Des tirs de Stinkpots (en) sont envoyés sur les soldats britanniques tentant de pénétrer la fortification. Ceux-ci sont cependant pris au bout d'une heure après une résistance qualifiée par Seymour de « considérable, quoique mal dirigée ». Les pertes britanniques sont de un mort et cinq blessés sur le HMS Nankin. 
Le 13 novembre, les britanniques attaquent et capture les forts de l'île Anunghoy, possédant 210 canons. Seymour rapporte que malgré « quelques résistances », ses forces n'ont subi aucune perte.

## Source
- (en) Cet article est partiellement ou en totalité issu de l’article de Wikipédia en anglais intitulé « Battle of the Bogue (1854) » (voir la liste des auteurs).